# Rally di Sardegna 2012
Il Rally di Sardegna, che si è svolto dal 18 al 21 ottobre è stata la dodicesima prova del campionato mondiale rally 2012.L'evento è stato vinto dal finlandese Mikko Hirvonen.

## Risultati

### Classifica
| Pos.      | Pilota             | Co-pilota          | Auto                       | Tempo     | Distacco | Punti    |
| Generale  | Generale           | Generale           | Generale                   | Generale  | Generale | Generale |
| --------- | ------------------ | ------------------ | -------------------------- | --------- | -------- | -------- |
| 1.        | Mikko Hirvonen     | Jarmo Lehtinen     | Citroën DS3 WRC            | 3:23:54.9 | 0.0      | 25       |
| 2.        | Evgeny Novikov     | Ilka Minor         | Ford Fiesta RS WRC         | 3:25:15.5 | 1:20.6   | 18       |
| 3.        | Ott Tänak          | Kuldar Sikk        | Ford Fiesta RS WRC         | 3:26:16.0 | 2:21.1   | 15       |
| 4.        | Mads Østberg       | Jonas Andersson    | Ford Fiesta RS WRC         | 3:27:37.8 | 3:42.9   | 12       |
| 5.        | Sébastien Ogier    | Julien Ingrassia   | Škoda Fabia S2000          | 3:28:22.4 | 4:27.5   | 10       |
| 6.        | Chris Atkinson     | Stéphane Prévot    | Mini John Cooper Works WRC | 3:29:17.1 | 5:22.2   | 8        |
| 7.        | Andreas Mikkelsen  | Ola Fløene         | Škoda Fabia S2000          | 3:30:07.4 | 6:12.5   | 6        |
| 8.        | Martin Prokop      | Zdeněk Hrůza       | Ford Fiesta RS WRC         | 3:33:24.2 | 9:29.3   | 4        |
| 9.        | Petter Solberg     | Chris Patterson    | Ford Fiesta RS WRC         | 3:33:47.2 | 9:52.3   | 5        |
| 10.       | Luca Pedersoli     | Matteo Romano      | Citroën DS3 WRC            | 3:44:30.5 | 20:35.6  | 1        |
| PWRC      |                    |                    |                            |           |          |          |
| 1. (14.)  | Nicolás Fuchs      | Fernando Mussano   | Subaru Impreza WRX STi     | 3:49:25.7 | 0.0      | 25       |
| 2. (15.)  | Marcos Ligato      | Rubén García       | Subaru Impreza WRX STi     | 3:49:56.1 | 30.4     | 18       |
| 3. (16.)  | Valeriy Gorban     | Andriy Nikolaev    | Mitsubishi Lancer Evo IX   | 3:50:07.8 | 42.1     | 15       |
| 4. (17.)  | Subhan Aksa        | Nicola Arena       | Mitsubishi Lancer Evo X    | 3:52:26.9 | 3:01.2   | 12       |
| 5. (20.)  | Oleksiy Kikireshko | Sergei Larens      | Mitsubishi Lancer Evo IX   | 3:56:28.4 | 7:02.7   | 10       |
| 6. (21.)  | Michał Kościuszko  | Maciej Szczepaniak | Mitsubishi Lancer Evo X    | 3:56:38.9 | 7:13.2   | 8        |
| 7. (22.)  | Ricardo Triviño    | Àlex Haro          | Subaru Impreza WRX STi     | 3:57:44.0 | 8:18.3   | 6        |
| 8. (24.)  | Benito Guerra      | Borja Rozada       | Mitsubishi Lancer Evo X    | 4:00:12.7 | 10:47.0  | 4        |
| 9. (25.)  | Gianluca Linari    | Andrea Cecchi      | Subaru Impreza WRX STi     | 4:03:35.8 | 14:10.1  | 2        |
| 10. (30.) | Louise Cook        | Stefan Davis       | Ford Fiesta R2             | 4:42:48.5 | 53:22.8  | 1        |

### Prove speciali
| Frazione            | Prova | Ora   | Nome                    | Lunghezza | Vincitore          | Tempo   | V. media    | Leader del rally |
| ------------------- | ----- | ----- | ----------------------- | --------- | ------------------ | ------- | ----------- | ---------------- |
| Frazione 1 (18 Ott) | SS1   | 16:13 | Terranova 1             | 28.14 km  | Sébastien Loeb     | 19:09.4 | 88.08 km/h  | Sébastien Loeb   |
| Frazione 1 (18 Ott) | SS2   | 18:16 | Terranova 2             | 28.14 km  | Mikko Hirvonen     | 18:49.4 | 89.41 km/h  | Sébastien Loeb   |
| Frazione 2 (19 Ott) | SS3   | 8:43  | Monte Lerno 1           | 29.68 km  | Mikko Hirvonen     | 18:16.2 | 97.28 km/h  | Mikko Hirvonen   |
| Frazione 2 (19 Ott) | SS4   | 11:34 | Castelsardo 1           | 14.00 km  | Mikko Hirvonen     | 10:45.9 | 78.01 km/h  | Mikko Hirvonen   |
| Frazione 2 (19 Ott) | SS5   | 12:24 | Tergu-Osilo 1           | 14.88 km  | Sébastien Ogier    | 10:16.1 | 86.56 km/h  | Mikko Hirvonen   |
| Frazione 2 (19 Ott) | SS6   | 14:46 | Castelsardo 2           | 14.00 km  | Evgeny Novikov     | 10:27.6 | 80.18 km/h  | Mikko Hirvonen   |
| Frazione 2 (19 Ott) | SS7   | 15:36 | Tergu-Osilo 2           | 14.88 km  | Evgeny Novikov     | 9:41.8  | 92.04 km/h  | Mikko Hirvonen   |
| Frazione 2 (19 Ott) | SS8   | 17:50 | Monte Lerno 2           | 29.68 km  | Mikko Hirvonen     | 18:32.8 | 90.23 km/h  | Mikko Hirvonen   |
| Frazione 3 (20 Ott) | SS9   | 9:28  | Coiluna-Loelle 1        | 29.35 km  | Mads Østberg       | 17:39.4 | 99.44 km/h  | Mikko Hirvonen   |
| Frazione 3 (20 Ott) | SS10  | 10:35 | Monti di Alà 1          | 14.49 km  | Evgeny Novikov     | 9:12.9  | 94.20 km/h  | Mikko Hirvonen   |
| Frazione 3 (20 Ott) | SS11  | 11:37 | Monte Olia 1            | 14.12 km  | Mads Østberg       | 10:18.2 | 82.13 km/h  | Mikko Hirvonen   |
| Frazione 3 (20 Ott) | SS12  | 14:48 | Coiluna-Loelle 2        | 29.35 km  | Mads Østberg       | 17:12.6 | 102.19 km/h | Mikko Hirvonen   |
| Frazione 3 (20 Ott) | SS13  | 15:55 | Monti di Alà 2          | 14.49 km  | Jari-Matti Latvala | 8:57.4  | 97.04 km/h  | Mikko Hirvonen   |
| Frazione 3 (20 Ott) | SS14  | 16:57 | Monte Olia 2            | 14.12 km  | Mads Østberg       | 10:02.6 | 84.21 km/h  | Mikko Hirvonen   |
| Frazione 4 (21 Ott) | SS15  | 9:20  | Gallura 1               | 8.24 km   | Mads Østberg       | 6:25.0  | 77.05 km/h  | Mikko Hirvonen   |
| Frazione 4 (21 Ott) | SS16  | 11:00 | Gallura 2 (power stage) | 8.24 km   | Petter Solberg     | 6:13.4  | 79.44 km/h  | Mikko Hirvonen   |

### Power stage
| Pos. | No. | Pilota             | Co-pilota       | Auto               | Classe | Tempo    | Distacco | V.media   | Punti |
| ---- | --- | ------------------ | --------------- | ------------------ | ------ | -------- | -------- | --------- | ----- |
| 1    | 4   | Petter Solberg     | Chris Patterson | Ford Fiesta RS WRC | WRC    | 6:13.417 | 0.000    | 79.4 km/h | 3     |
| 2    | 3   | Jari-Matti Latvala | Miikka Anttila  | Ford Fiesta RS WRC | WRC    | 6:13.637 | 0.220    | 79.4 km/h | 2     |
| 3    | 7   | Thierry Neuville   | Nicolas Gilsoul | Citroën DS3 WRC    | WRC    | 6:18.182 | 4.765    | 78.5 km/h | 1     |